# Platan (pivo)

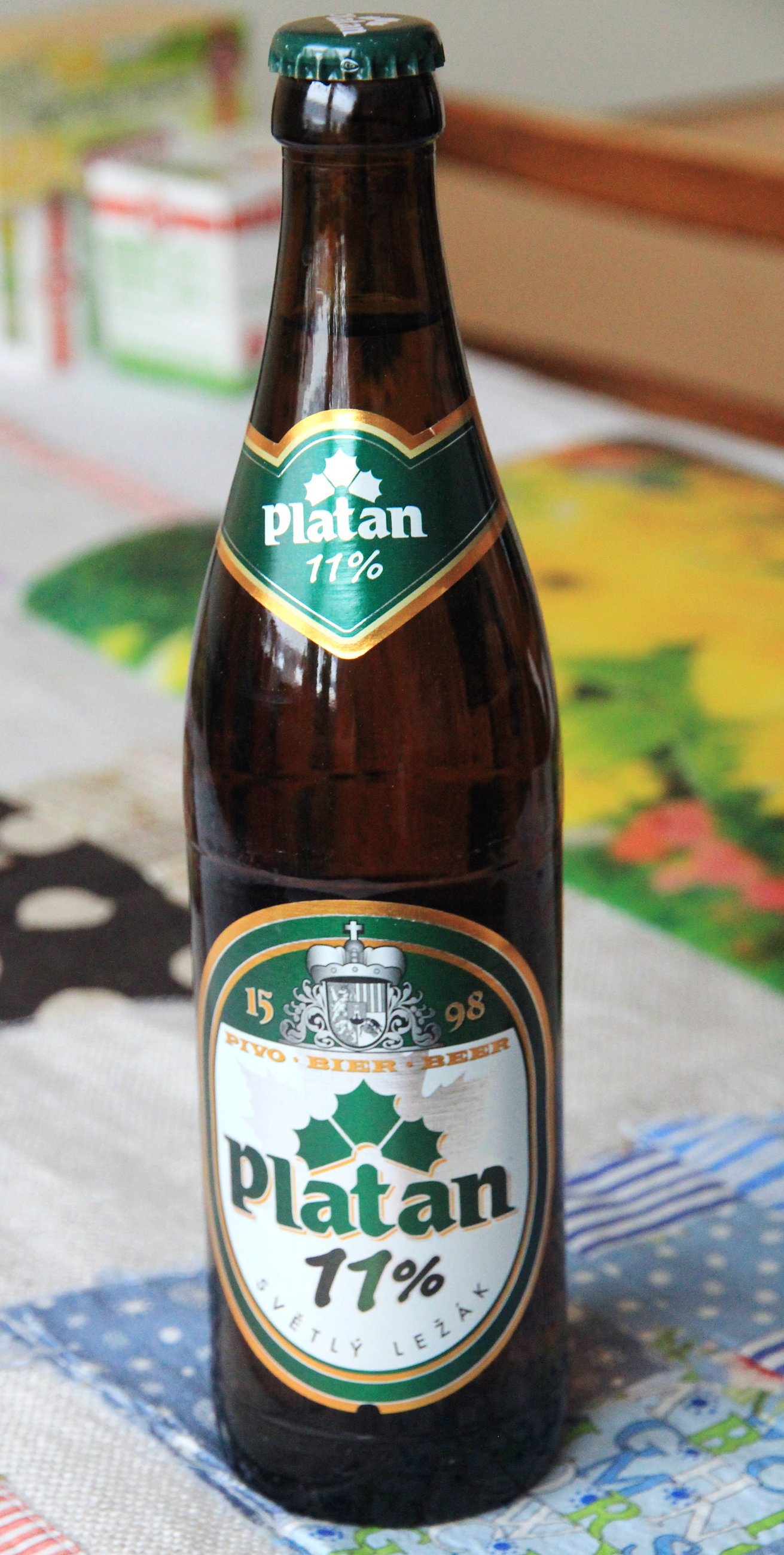
pivo Platan 11%

Platan je značka piva vyráběná od roku 1598 v jihočeském Protivíně společností Městský pivovar PLATAN s. r. o.

## Druhy piva značky Platan
- Platan 10 (4,0 % vol.) světlé pivo
- Platan 11 (4,6 % vol.) světlá jemně hořká jedenáctka
- Protivínský Granát (4,6 % vol.) originální polotmavý ležák
- Platan Premium (5,0 % vol.) ležák s vysokou plností
- Platan Kvasnicový (4,5 % vol.) příjemně hořký ležák s vysokým podílem kvasnic
- Platan Nealko – (0,5 % vol.) jemně chmelené nealkoholocké pivo.